# 1893 en architecture
| Années de l'architecture : 1890 - 1891 - 1892 - 1893 - 1894 - 1895 - 1896    |
| Décennies de l'architecture : 1860 - 1870 - 1880 - 1890 - 1900 - 1910 - 1920 |

Cet article présente les faits marquants de l'année 1893 en architecture.

## Réalisations
- Construction de l'Hôtel Pfister à Milwaukee

## Événements
- 1er mai → 30 octobre : l'Exposition universelle de 1893 (World's Columbian Exposition) se tint à Chicago. Son inauguration eut lieu l'année précédente. L'architecture de cette exposition, connue sous le nom de Ville blanche, est due à de nombreux architectes d'importance de l'époque. Daniel Burnham en fut l'architecte en chef.

## Récompenses
- Royal Gold Medal : Richard Morris Hunt.
- Prix de Rome : François-Benjamin Chaussemiche.

## Naissances
- 20 septembre : Hans Scharoun, († 25 novembre 1972).